# Valåstjärnen, Ångermanland
Valåstjärnen är en sjö i Strömsunds kommun i Ångermanland och ingår i Ångermanälvens huvudavrinningsområde. Sjön har en area på 0,0498 kvadratkilometer och ligger 291,6 meter över havet.

## Delavrinningsområde
Valåstjärnen ingår i det delavrinningsområde (706705-151135) som SMHI kallar för Utloppet av Mårdsjön. Medelhöjden är 287 meter över havet och ytan är 15,82 kvadratkilometer. Räknas de 28 avrinningsområdena uppströms in blir den ackumulerade arean 243,68 kvadratkilometer. Vängelälven som avvattnar avrinningsområdet har biflödesordning 3, vilket innebär att vattnet flödar genom totalt 3 vattendrag innan det når havet efter 146 kilometer. Avrinningsområdet består mestadels av skog (76 procent). Avrinningsområdet har 2,58 kvadratkilometer vattenytor vilket ger det en sjöprocent på 16,3 procent.